# Coluna de Justiniano

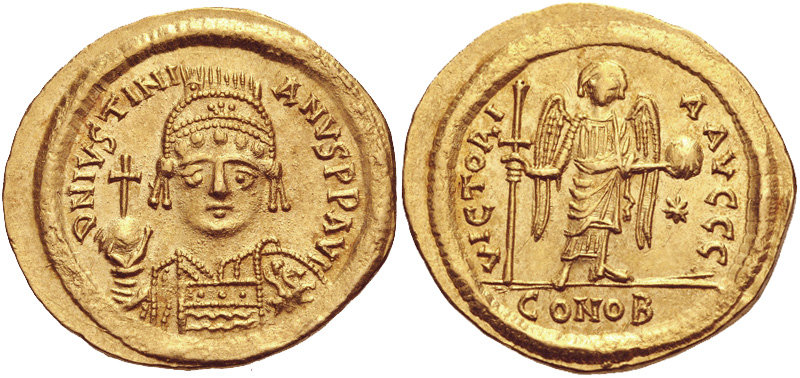
Soldo de Justiniano r.

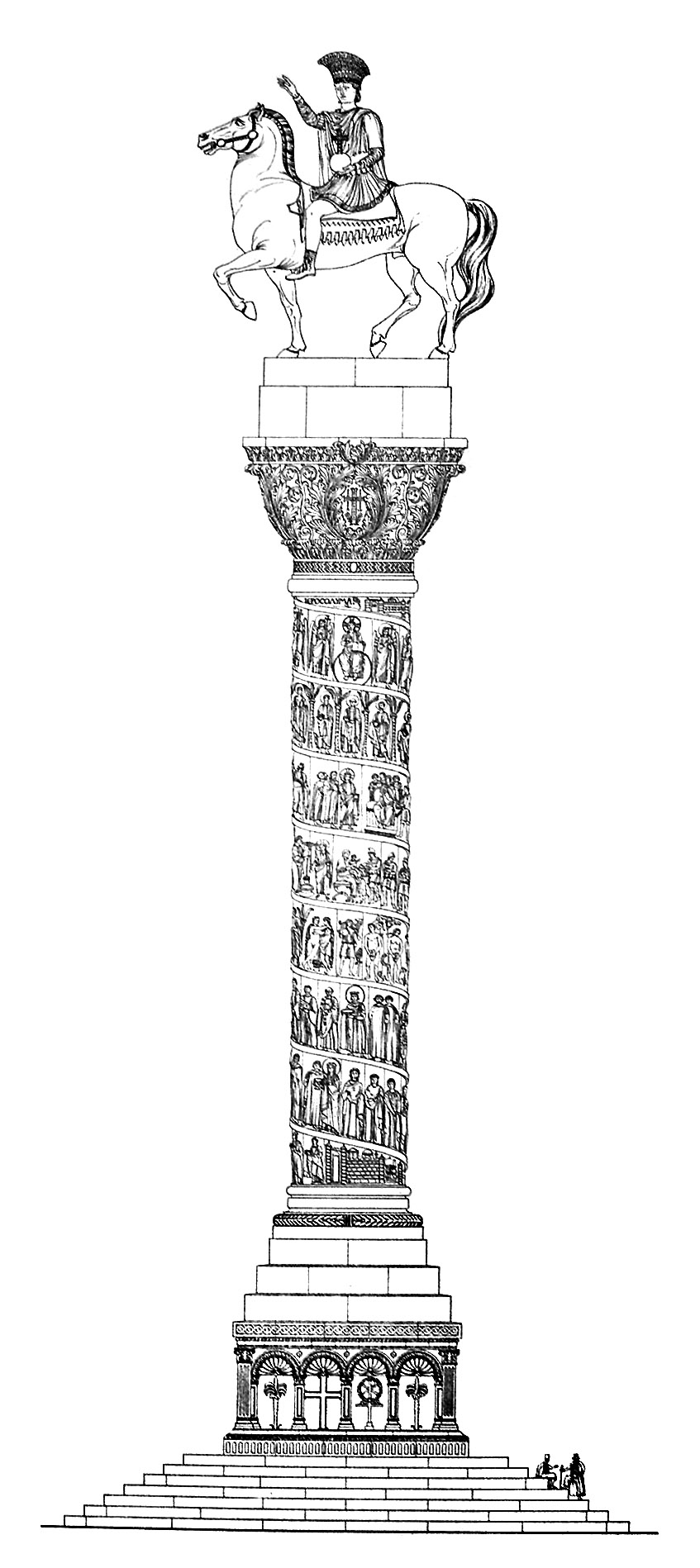
Reconstrução da Coluna de Justiniano de Cornelius Gurlitt, 1912. A representação de uma narrativa em friso helicoidal em torno da coluna, após a forma da Coluna de Trajano, é errônea

A Coluna de Justiniano foi uma coluna triunfal romana erigida em Constantinopla pelo imperador bizantino Justiniano (r. 527–565) em honra a suas vitórias em 543. Estava no lado ocidental do Augusteu, a praça imperial situada entre Santa Sofia e o Grande Palácio, e sobreviveu até o começo do século XVI, quando foi demolida pelos otomanos.

## Descrição e história
A coluna foi feita de tijolo, e coberta com placas de metal. Estava em um pedestal de mármore sob sete degraus, e foi encimada por uma estátua equestre colossal de bronze do imperador em uma atitude triunfal (o "vestido de Aquiles") como Procópio chama), vestindo um couraça muscular de estilo antigo, um elmo emplumado com penas de pavão (o tufa), segurando um orbe em sua mão esquerda e esticando a mãe direita para leste. Há algumas evidências das inscrições na estátua que podem ter sido usadas antes na estátua de Teodósio I ou Teodósio II.
A coluna sobreviveu intacta até o período bizantino tardio, quando foi descrita por Nicéforo Gregoras, bem como por vários peregrinos russos da cidade. Estes últimos também mencionaram a existência, antes da coluna, de um grupo de três estátuas de bronze de "imperadores pagãos (ou sarracenos)", localizadas em colunas ou pedestais menores, que ajoelhavam-se em submissão diante dele. Estas aparentemente sobreviveram até o final dos anos 1420 mas foram removidas em algum momento antes de 1433. A coluna em si é descrita como sendo de grande altura, 70 metros de acordo com Cristóvão Buondelmonti. Foi visível do mar, e cerca vez, de acordo com Gregoras, quando o tufa caiu, sua restauração requereu os serviços de um acrobata, que usou uma corda pendurada no telhado de Santa Sofia.
Pelo século XV, a estátua, pela virtude de sua posição proeminente, foi na verdade acreditava como sendo do fundador da cidade, Constantino, o Grande. Outras associações foram também correntes: o antiquário italiano Ciríaco de Ancona disse que representavam Heráclio. Assim foi amplamente difundido que a coluna, e em particular o grande orbe, ou "maça", como foi popularmente conhecido, representava o genius loci da cidade. Consequentemente, sua queda na mão da estátua, em algum momento entre 1422 e 1427 foi visto como um sinal da morte iminente da cidade. Logo após a queda subsequente da cidade em 1453, os otomanos removeram e e desmantelaram a estátua completamente como um símbolo de sue domínio, enquanto a coluna em si foi destruída cerca de 1519. Pedro Gílio, um estudioso francês que viveu na cidade nos anos 1540, deu um registro dos fragmentos remanescentes da estátua, que estavam no Palácio de Topkapi, antes de serem derretidos para fazer canhões:
| “ | Entre os fragmentos estava a perna de Justiniano, que me excedia em tamanho, e seu nariz, que foi de nove centímetros de comprimento. Eu não ousaria medir as pernas do cavalo [...] mas em particular medi um dos cascos e achei que fosse de nove centímetros de altura. | ” |